# Jean-Talon (metrostation)
Jean-Talon is een metrostation in het stadsdeel Villeray–Saint-Michel–Parc-Extension van de Canadese stad Montréal. Het station werd geopend op 14 oktober 1966 en wordt bediend door de oranje lijn en de blauwe lijn van de metro van Montréal.